# Монголија на Светском првенству у атлетици на отвореном 2019.
Монголија је учествовала на 17. Светском првенству у атлетици на отвореном 2019. одржаном у Дохи од 27. септембра до 6. октобра четрнаести пут. Репрезентацију Монголије представљала су 4 атлетичара (2 мушкарца и 2 жене), који су се такмичили у маратону.,.
На овом првенству такмичари Монголије нису освојили ниједну медаљу али су оборили 1 лични рекорд.

## Учесници
| Мушкарци: - Бјамбајав Цевенравдан — Маратон - Сер-Од Бат-Очир — Маратон | Жене: - Khishigsaikhan Galbadrakh — Маратон - Munkhzaya Bayartsogt — Маратон |  |

## Резултати

### Мушкарци
| Атлетичар             | Дисциплина | Лични рекорд | Квалификације | Квалификације | Финале   | Финале       | Детаљи |
| Атлетичар             | Дисциплина | Лични рекорд | Резултат      | Место         | Резултат | Место        | Детаљи |
| --------------------- | ---------- | ------------ | ------------- | ------------- | -------- | ------------ | ------ |
| Бјамбајав Цевенравдан | Маратон    | 2:15:18      |               |               | 2:20:07  | 40 / 55 (73) |        |
| Сер-Од Бат-Очир       | Маратон    | 2:08:50 НР   | 2:36:01       | 54 / 55 (73)  |          |              |        |

### Жене
| Атлетичарка               | Дисциплина | Лични рекорд | Квалификације | Квалификације | Финале   | Финале       | Детаљи |
| Атлетичарка               | Дисциплина | Лични рекорд | Резултат      | Место         | Резултат | Место        | Детаљи |
| ------------------------- | ---------- | ------------ | ------------- | ------------- | -------- | ------------ | ------ |
| Khishigsaikhan Galbadrakh | Маратон    | 2:35:27      |               |               | 2:56:15  | 25 / 40 (70) |        |
| Munkhzaya Bayartsogt      | Маратон    | 2:29:18 НР   | 3:02:57       | 34 / 40 (70)  |          |              |        |